# Рецов
Рецов (нем. Retzow) — община в Германии, в земле Бранденбург.
Входит в состав района Хафельланд. Подчиняется управлению Фризак. Население составляет 568 человек (на 31 декабря 2010 года). Занимает площадь 14,73 км².
| Год  | Население |
| ---- | --------- |
| 2005 | 591       |
| 2010 | 562       |

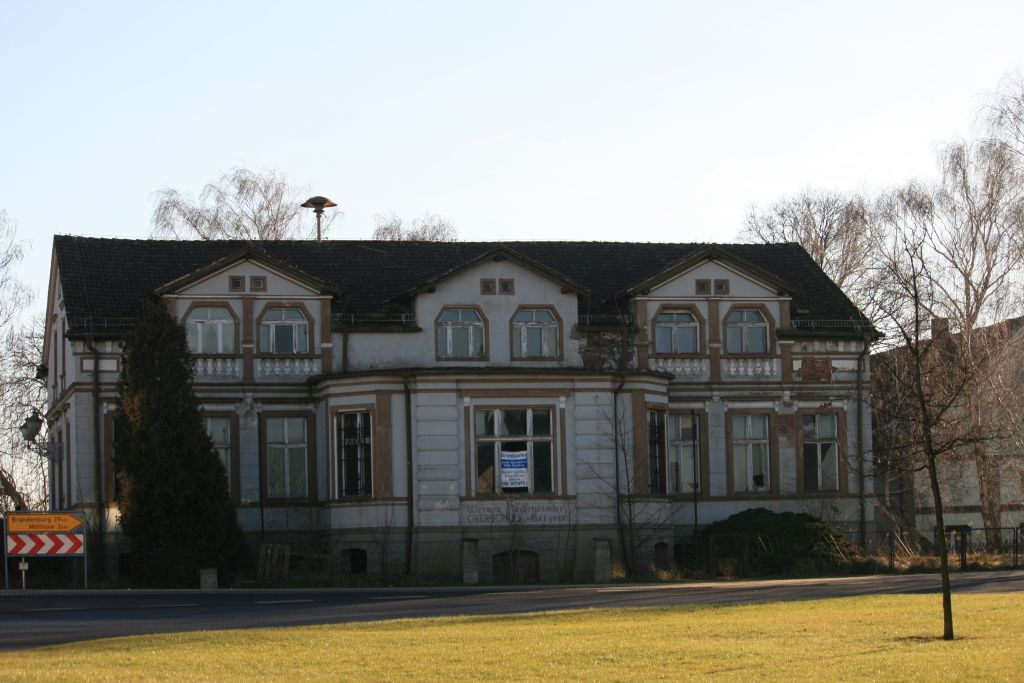
Gutshaus derer von Bredow
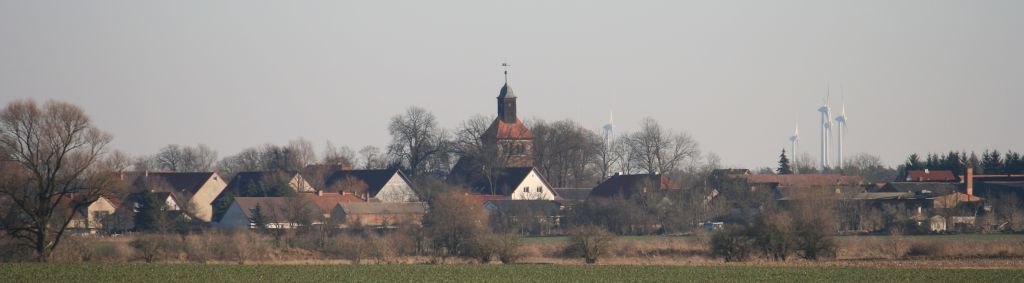
Blick auf Retzow